# Marion Hoffman
Marion Hoffman, född 29 september 1949, är en australisk friidrottare. Hon deltog vid olympiska sommarspelen 1972.